# Supivka, Bar
Supivka (în ucraineană Супівка) este localitatea de reședință a comunei Supivka din raionul Bar, regiunea Vinnița, Ucraina.

## Demografie
Componența lingvistică a localității Supivka
     Ucraineană (97,91%)
     Română (1,62%)
     Alte limbi (0,46%)
Conform recensământului din 2001, majoritatea populației localității Supivka era vorbitoare de ucraineană (97,91%), existând în minoritate și vorbitori de română (1,62%).